# Drapelul secuiesc
Drapelul secuiesc (în maghiară székely zászló) este steagul oficial al Consiliului Național Secuiesc. Acesta este alcătuit după versiunea din anul 1601 a lui Moise Székely, singurul principe al Transilvaniei de origine secuiască. Este format din trei benzi orizontale, cele marginale fiind de culoare albastră, iar cea din mijloc, mai îngustă, de culoare aurie. Steagul conține cele două simboluri secuiești, Soarele și Luna. Soarele, având înfățișarea de o stea aurie cu opt colțuri, reprezintă unitatea celor opt scaune secuiești, în timp ce Luna argintie simbolizează credința, speranța și încrederea secuilor.

## Secuimea și drapelul

Steag secuiesc

În ultimii ani, steagul secuiesc a devenit un simbol al secuimii alături de imnul secuiesc, popularitatea acestuia crescând în mod constant. Până acum câțiva ani, la diferite evenimente, secuii foloseau steagul Ungariei pentru a-și arăta apartenența națională, însă legile în vigoare din România și, implicit, răspunsul autorităților au făcut practic imposibilă folosirea legală în public a simbolului unui alt stat suveran.

## Istoric
Înainte de secolul XVI nu exista un drapel oficial al secuilor, deoarece până în 1876 fiecare Scaun secuiesc folosea propriul drapel, urmat de simboluri maghiare.

Drapelul actual este din vremea domnitorului transilvan Székely Mózes când a condus războinicii secui în Bătălia de la Guruslău (Goroszló) la 3 august 1601, dar după lupta pierdută, Ardealul a intrat sub dominație habsburgică. Cele 130 de drapele din Transilvania au fost găsite într-un jurnal din 1891 și reproduse de Károly Cserna în anul 1893, alături de cel secuiesc.

Steaguri militare transilvane din 1601, reproduceri de Károly Cserna (1869–1944) din 1893, după originalele din Biblioteca Regală din Dresda

## Versiuni
O versiune populară în anumite părți ale Ținutului Secuiesc este și steagul cu două benzi orizontale de dimensiuni egale, de culoare neagră și roșie, incorporând Soarele și Luna.
Versiunea cu roșu și negru provine din aspectul costumelor populare și broderiei secuiești, dar originea lui este încă necunoscută. Culoarea roșie reprezintă puterea și sângele, iar negrul pământul, tristețea și durerea. Fiecare variantă are Soarele în opt colțuri care prezintă cele opt Scaune secuiești ca un simbol al unității și egalității. Luna este un simbol al credinței, speranței și secuilor. Dintre cele două variante, drapelul de culoare albastră a devenit caracteristic în domeniul public, fiind adoptat de Consiliul Național Secuiesc. Cu toate acestea, unii încă folosesc drapelul cu fond negru-roșu.

Drapelul secuiesc
Stemă
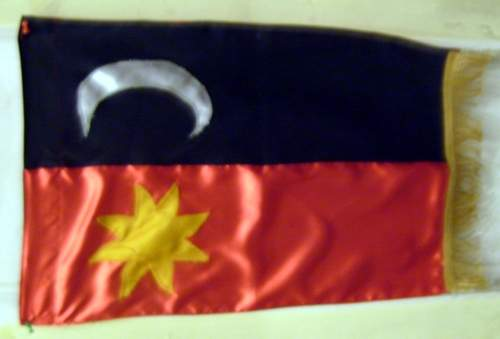
Drapelul cu negru și roșu
Drapel
Drapelul de Infanterie extras după reproducerea lui Károly Cserna, inspirată după un drapel capturat la Bătălia de la Guruslău (1601)
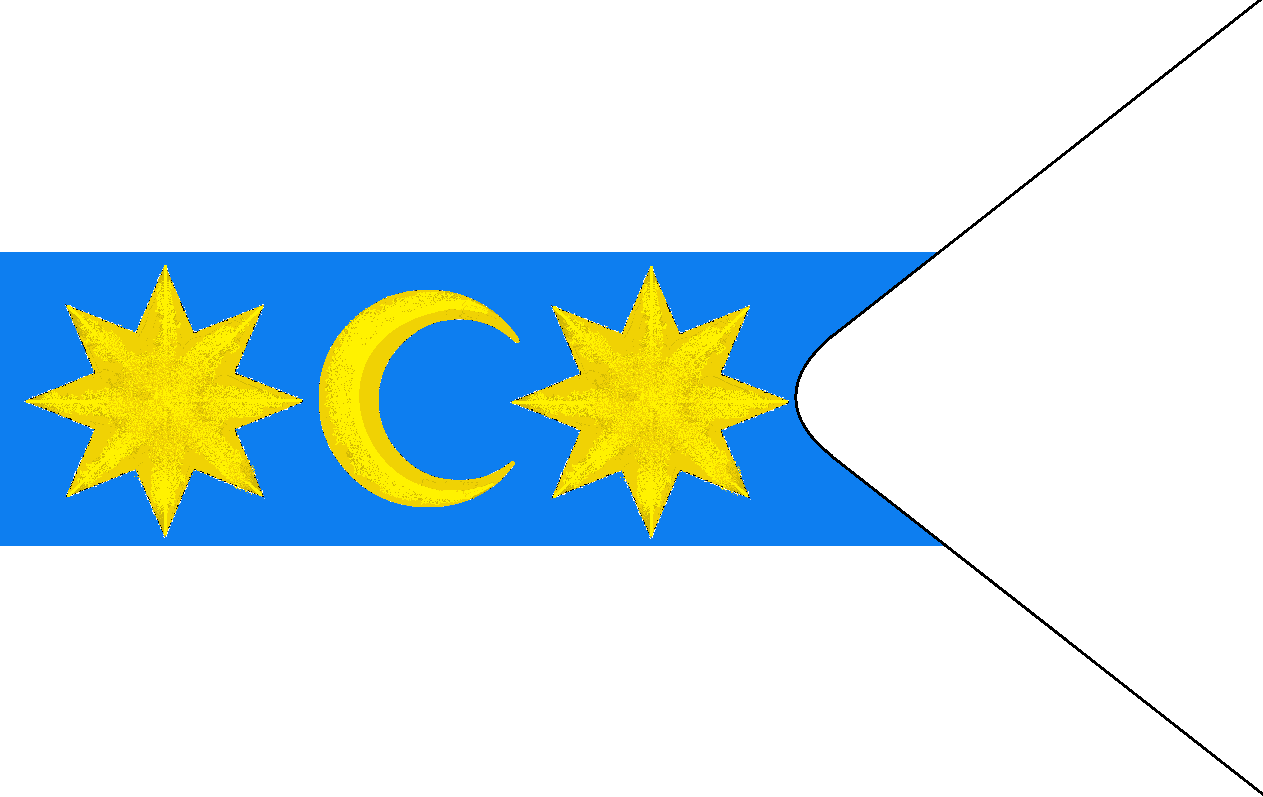
Drapelul de Cavalerie (sec. XVII)

#### Decizia CNS
Drapelul istoric secuiesc a fost adoptat de Consiliul Național Secuiesc la 17 ianuarie 2004 sub versiunea cu fond albastru și elementele aurii și argintii, stilizate de Ádám Kónya.

#### Utilizare

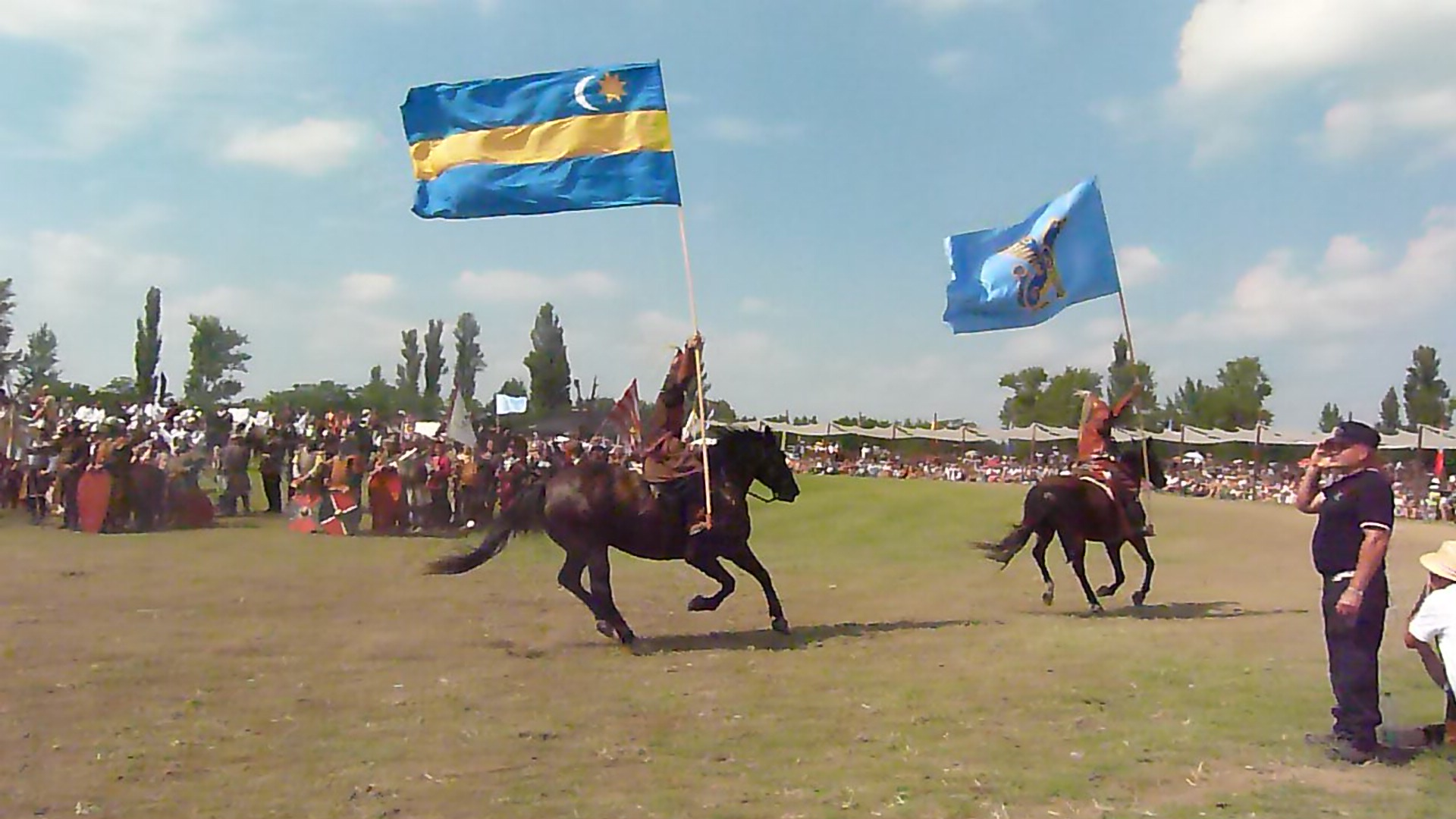
Drapelul secuiesc la o festivitate din Bugac, Kurultáj, 2014

În urma deciziei din anul 2004, drapelul a fost răspândit pe întreg teritoriul Ținutul Secuiesc. Primăria Ciumani, Harghita (Gyergyócsomafalva) a adoptat stema comunei în anul 2005 cu elemente din drapelul secuiesc. În iarna anului 2008, la primăria din Sfântu Gheorghe drapelul secuiesc a fost plasat între cel al României și Uniunii Europene.
La data de 18 septembrie 2013, Curtea de Apel Brașov a declarat în hotărârea sa finală că primăria din Ozun, Covasna avea dreptul să arboreze drapelul secuiesc, precum și cel al României și Uniunii Europeane.
Răspândirea drapelului a contribuit la părăsirea Guvernului României de către Uniunea Democrată Maghiară din România la sfârșitul anului 2012, iar autoritățile române au început să oblige și chiar să hărțuiască directorii instituțiilor publice din perimetrul Ținutului Secuiesc să nu mai folosească acest drapel.
Este important faptul că utilizarea drapelului secuiesc nu este „un simbol al statului maghiar în România” ci o formă de reprezentare a comunității secuiești în țară și străinătate iar autonomia secuiească nu trebuie văzută ca un presupus revizionism teritorial, conform celor spuse de Consiliul Național Secuiesc.